# Saint-Amand-de-Coly
Saint-Amand-de-Coly foi uma comuna francesa na região administrativa da Nova Aquitânia, no departamento Dordonha. Estendia-se por uma área de 26 km². Em 2010 a comuna tinha 599 habitantes (densidade: 23 hab./km²).
Em 1 de janeiro de 2019, passou a formar parte da nova comuna de Coly-Saint-Amand.
Pertence à rede das As mais belas aldeias de França.